# シャルヘイ・キスリャク
シャルヘイ・ヴィクタラヴィチ・キスリャク（ベラルーシ語: Сяргей Вiктаравiч Кісляк、ラテン文字表記: Syarhey Viktaravich Kislyak、1987年8月6日 - ）は、ベラルーシ・カメネツ出身の元同国代表サッカー選手。現役時代のポジションはミッドフィールダー。

## 経歴

### クラブ
2002年にFC RUORミンスクのユースでサッカーを始めた。2004年にFCディナモ・ミンスクに入団しプロキャリアをスタートさせレギュラーとして活躍。2010年12月にロシアのFCルビン・カザンへ移籍をした。当時のロシアリーグのシステムでは、フィールドに出られる外国人選手が6人までとなっていた。そのため、厳しい競争に晒されレギュラーを掴むまでには至らなかった。2012年7月、FCクラスノダールにレンタル移籍をした。
2016年6月8日、スュペル・リグのガズィアンテプスポルと2年契約を交わしたことが発表された。
2018年2月2日、カザフスタンのFCイルティシュ・パヴロダルに移籍した。

### 代表
ベラルーシ代表として各年代に招集され、UEFA U-21欧州選手権2009では、スウェーデンU-21やイタリアU-21相手に得点を挙げた。2009年11月14日、サウジアラビア代表との親善試合でセルゲイ・コルニレンコとの交代でA代表デビューを果たした。2010年5月30日、親善試合の韓国戦でA代表初ゴールを決めた。

## タイトル
ディナモ・ミンスク
- ベラルーシ・プレミアリーグ : 2004

ルビン・カザン
- ロシア・カップ : 2012

ディナモ・ブレスト
- ベラルーシ・プレミアリーグ : 2019